# Kayerkán
Kayerkán (Кайерка́н en ruso) es una localidad rusa del krai de Krasnoyarsk localizada al norte de la región y al sur de la península de Taimyr. 
De acuerdo con el censo de 2010, su población era de 22.338 habitantes.

## Historia
Al ser una zona rica en carbón, quedó establecida en 1943 como una sección del campo de trabajo Norillag del Gulag. En 1957, obtuvo el estatus de localidad industrial minera (posiólok) y en 1982 como ciudad bajo la jurisdicción de Norilsk hasta el año 2005 cuando fue incorporada a esta última localidad.

## Demografía
| 1959  | 1970  | 1979   | 1989   | 2002   | 2006   | 2010   |
| ----- | ----- | ------ | ------ | ------ | ------ | ------ |
| 5.167 | 4.748 | 18.013 | 27.881 | 27.116 | 27.300 | 22.338 |